# João Arroio
João Marcelino Arroio (Porto, 4 de Outubro de 1861 — Casas Novas, Colares, Sintra, 18 de Maio de 1930), mais conhecido por João Arroio ou João Arroyo, foi um jurista, professor universitário, músico e político português. Estudou Direito na Universidade de Coimbra, de que viria a ser professor catedrático. Foi deputado, par do Reino e por três vezes ministro, distinguindo-se como orador parlamentar brilhante e intelectual de grande mérito, dedicando-se desde novo à composição musical. 

## Biografia
Nasceu na cidade do Porto no seio de uma família ligada ao meio artístico, filho do compositor e músico basco José Francisco Arroyo, primeiro director do Teatro de São João, do Porto, e irmão do conhecido engenheiro e crítico de arte António Arroio e de José Diogo Arroio, este também músico e cantor, doutorado em Química pela Universidade de Coimbra, político e professor catedrático de Química Inorgânica e director da Faculdade de Ciências da Universidade do Porto..
Depois de realizar estudos preparatórios na sua cidade natal, matriculou-se no curso de Direito da Universidade de Coimbra. Ainda estudante naquela Universidade, liderou no ano de 1880, no âmbito das comemorações do tricentenário camoniano, a fundação do Orfeon Académico de Coimbra, de que foi seu primeiro regente. No espectáculo de estreia do Orfeão, João Arroio dirigiu a orquestra que acompanhou o seu irmão António Arroio, que cantou a solo.
Doutorou-se em Direito no ano de 1884 e em Dezembro de 1895 foi nomeado professor catedrático da Faculdade de Direito de Coimbra. Esteve ligado, com os seus irmãos e alguns amigos, à fundação do Jornal de Notícias no Porto (1888), de que José Diogo Arroio foi o primeiro director. Foi eleito em 9 de Dezembro de 1892 sócio da Academia Real das Ciências de Lisboa, na Classe de Letras. 
Em 1884, foi eleito deputado pelo círculo eleitoral de Vila do Conde, integrado nas listas do Partido Regenerador, mantendo-se na Câmara dos Deputados até 1902, acumulando com a actividade docente. Em 1890, com apenas 29 anos de idade, foi nomeado Ministro da Marinha e Ultramar no ministério de Serpa Pimentel, após da queda do governo Progressista que se seguiu ao Ultimato. Foi também Ministro da Instrução Pública e Belas Artes de 5 de Abril a 13 de Outubro de 1890. A sua acção ministerial foi curta e discreta, contrastando com as suas numerosas intervenções parlamentares, que revelaram qualidades de grande orador. Nas actas parlamentares há intervenções e referências a João Arroio em cerca de duas mil páginas, entre 1884 e 1910. Ainda arranjou tempo para ser vogal do Tribunal de Contas e administrador da Companhia Real dos Caminhos de Ferro Portugueses, circunstâncias que fizeram dele um homem rico, detentor de uma grande colecção de arte e de um palacete na Rua do Telhal, em Lisboa, frequentado por toda a alta sociedade da capital portuguesa.
Em 1900-1901 integrou o governo presidido por Hintze Ribeiro, desta feita com a pasta de Ministro dos Negócios Estrangeiros. Em 1902, ano em que rompeu com Hintze Ribeiro, foi nomeado Par do Reino. Durante os últimos anos de Monarquia, João Arroio foi um dos mais salientes membros da oposição parlamentar, fazendo-se notar pelos seus discursos na Câmara dos Pares contra João Franco, o rei D. Carlos e a rainha D. Amélia, que apavoravam o monarca. A sua violência contra o rei explicar-se-ia pela recusa, por parte deste, em nomeá-lo para o Conselho de Estado. Na véspera da  Revolução Republicana, a 4 de Outubro de 1910, João Arroio foi nomeado embaixador em Paris , cargo que já não chegou a ocupar. Em 1911 foi exonerado de professor universitário, embora o historiador monárquico António Cabral o tenha considerado um dos culpados pela queda da Monarquia.

## Obras

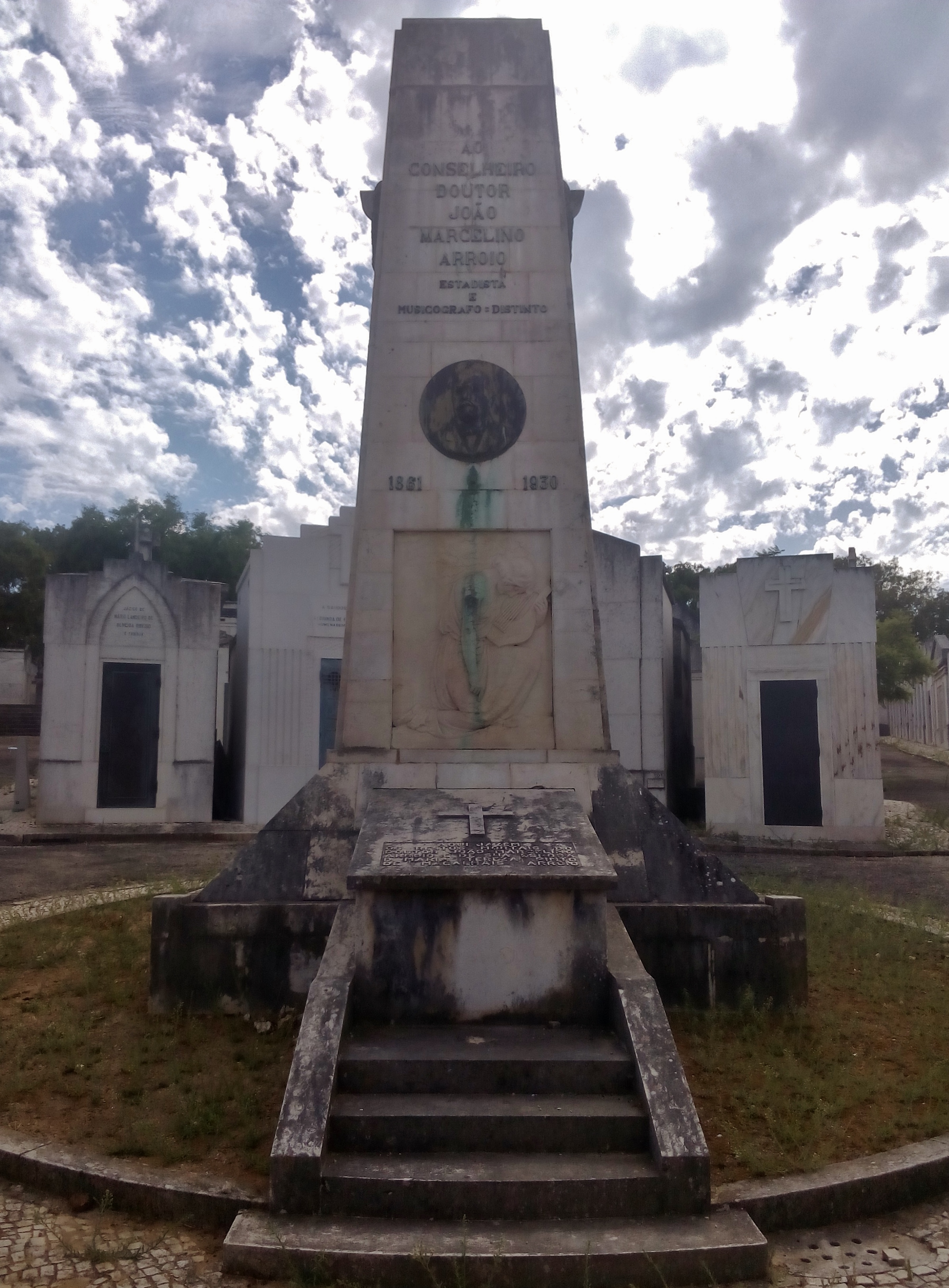
Jazigo de João Arroio, Cemitério do Alto de São João, em Lisboa

Publicou numerosos estudos jurídicos, entre os quais um Estudo sobre a sucessão legitimária (Coimbra, 1884), Duas excepções no Processo Civil Português (Porto, 1884) e um Estudo segundo sobre a sucessão legitimária (Coimbra, 1885).
Também se dedicou às letras e à música, tendo editado um livro de poesia (1915) e peças musicais, entre as quais composições para piano Histoire simple, Thème avec variations e o scherzo Angoscia e Charmante (1908), a ópera Leonor Teles e o drama lírico Amor de Perdição. Esta último, inspirado no romance homónimo de Camilo Castelo Branco (1862) e com libreto escrito em italiano por Francisco Bernardo Braga Júnior, foi estreado em 1907 no Teatro de São Carlos e depois, com grande êxito, em Hamburgo (1910). Voltou a ser apresentado em 2008, numa versão em português, encenado pela Companhia ÓperaNorte. Compôs também uma cantata, Inês de Castro, ainda inédita, e um Poema Sinfónico, baseado num ciclo de sonetos publicados em 1918, que foi tocado em 1913 no Teatro da Trindade. A sua última ópera, Paulo e Lena, não chegou a ser concluída, sendo estreada como peça de teatro em 1917, no Teatro República, em Lisboa, e publicada em 1918. 
Na direcção do Orfeon Académico de Coimbra imprimiu uma concepção grandiosa e romântica da música coral, com uma dinâmica apoteótica, juntando vozes, instrumentos e solistas, numa abordagem de árias musicais de grande efeito e aceitação. Incluiu no reportório obras como o Coro dos Caçadores (Was gleicht wohl auf Erden) de Carl Maria von Weber, a Marcha de Tannhäuser de Richard Wagner e o Hino Académico de José Medeiros, chegando a ter cerca de 250 executantes, entre orfeonistas e músicos.